# Atu Rosalina
Atu Rosalina Sagita (* 16. Juni 1981) ist eine französische  Badmintonspielerin indonesischer Herkunft. 

## Karriere
Atu Rosalina wurde 2001 indonesisch Meisterin im Dameneinzel. 2001 und 2003 wurde sie Fünfte bei den Thailand Open. 2005 siegte sie bei den Hungarian International, 2006 bei den Austrian International und den Polish International.

## Sportliche Erfolge
| Saison | Veranstaltung                        | Disziplin   | Platz | Name                              |
| ------ | ------------------------------------ | ----------- | ----- | --------------------------------- |
| 1999   | Junioren-Badmintonasienmeisterschaft | Dameneinzel | 3     | Atu Rosalina                      |
| 2001   | Indonesien: Einzelmeisterschaften    | Dameneinzel | 1     | Atu Rosalina                      |
| 2001   | Thailand Open                        | Dameneinzel | 5     | Atu Rosalina                      |
| 2003   | Thailand Open                        | Dameneinzel | 5     | Atu Rosalina                      |
| 2005   | Hungarian International              | Dameneinzel | 1     | Atu Rosalina                      |
| 2006   | Austrian International               | Damendoppel | 1     | Cynthia Tuwankotta / Atu Rosalina |
| 2006   | Polish International                 | Dameneinzel | 1     | Atu Rosalina                      |